# مایکل ان. هال
مایکل ان. هال (انگلیسی: Michael N. Hall؛ زادهٔ ۱۲ ژوئن ۱۹۵۳) زیست‌شناس مولکولی اهل ایالات متحده آمریکا و استاد دانشگاه بازل سوئیس است.
او دوران کودکی را در ونزوئلا و پرو گذراند. در دانشگاه به تحصیل در رشتهٔ جانورشناسی روی آورد و مدرک کارشناسی خود را در این رشته در سال ۱۹۷۶ از دانشگاه کارولینای شمالی در چپل هیل دریافت داشت. او سپس پی‌اچ‌دی خود را در ژنتیک مولکولی در سال ۱۹۸۱ از دانشگاه هاروارد گرفت و دورهٔ پسادکتری خود را در انستیتو پاستور پاریس و دانشگاه کالیفرنیا، سان‌فرانسیسکو گذراند.
وی یکی از پیشگامان کشف mTOR و پژوهش‌های مرتبط با پیام رسانی سلولی TOR و چگونگی کنترل رشد سلول است. او در سال ۱۹۹۱، مولکولی را کشف کرد که رشد سلولی، اندازه سلول و تقسیم سلولی را در سلول‌های مخمر تنظیم می‌کند. این مولکول در واقع یک پروتئین کیناز است که توسط فاکتورهای رشد سلولی، مواد غذایی و انسولین فعال می‌شود و نقش محوری در کنترل رشد سلولی و متابولیسم است. این پروتئین همچنین نقشی کلیدی در فرایند پیری و ایجاد بیماری‌هایی مانند سرطان، چاقی، دیابت و بیماری‌های قلبی عروقی دارد. درک مسیرهای سیگنال دهی این مولکول پروتئینی منجر به ایجاد استراتژی‌های درمانی جدید شده‌است. هال در سال ۲۰۱۷ برندهٔ جایزه آلبرت لسکر پژوهش‌های علوم پایه پزشکی را دریافت کرد.
وی عضو انجمن پیشبرد علوم آمریکا و آکادمی ملی علوم است و برندهٔ جوایزی همچون جایزه گاردینر، جایزه بریکترو در علوم زیستی و جایزه خوبری فرهنگستان پادشاهی علوم سوئد شده‌است. دانشگاه عبری اورشلیم در سال ۲۰۲۱ به او مدرک دکترای افتخاری دارد.